# Asclepiadeus tertius
De Asclepiadeus tertius of een derde Asclepiadeïsche strofe is een metrum dat gebruikt werd door onder anderen Horatius in zijn 14e Carmen.

## Structuur
De derde Asclepiadeïsche strofe bestaat uit vier verzen, waarvan twee Asclepiadeus minor verzen zijn, het derde een Pherecrateus en het vierde (en dus laatste) een Glykoneus.
Het ziet eruit als volgt:
-'-: lang met heffing
--: lang zonder heffing
v: kort
Een Asclepiadeus minor vers is een vers bestaande uit de basis ( -'- v), twee choriamben (-'- v v -'-) en op het einde één jambe (v -'-)
Dus: -'- v / -'- v v -'- / -'- v v -'- / v -'-
Een Pherecrateus begint ook met een basis, daarna ook een choriambe en ten slotte één lange of korte lettergreep (v of -'-)
Dus: -'- v / -'- v v -'- / -'- of v
Een Glykoneus is hetzelfde als een Pherecrateus, behalve dan dat er op het einde geen losse lettergreep volgt maar een jambe.
Dus: -'- v / -'- v v -'- / v -'-.
Een geheel overzicht van de Asclepiadeus tertius:
-'- v / -'- v v -'- / -'- v v -'- / v -'-
-'- v / -'- v v -'- / -'- v v -'- / v -'-
-'- v / -'- v v -'- / -'- of v
-'- v / -'- v v -'- / v -'-